# Cielachi
Cielachi (biał. Целяхі; ros. Телехи, Tielechi; pol. hist. Cielechowszczyzna) – wieś na Białorusi, w obwodzie mińskim, w rejonie stołpeckim, w sielsowiecie Naliboki.

## Warunki naturalne
Wieś położona jest na obrzeżach Puszczy Nalibockiej, w pobliżu granic Nalibockiego Rezerwatu Krajobrazowego.

## Historia
W dwudziestoleciu międzywojennym zaścianek Cielechowszczyzna leżał w Polsce, w województwie nowogródzkim, w powiecie stołpeckim, w gminie Naliboki. W 1921 miejscowość liczyła 186 mieszkańców, zamieszkałych w 32 budynkach, w tym 185 Polaków i 1 Białorusina. 178 mieszkańców było wyznania rzymskokatolickiego i 8 prawosławnego.
Po II wojnie światowej w granicach Związku Sowieckiego. Od 1991 w niepodległej Białorusi.